# The King of Marvin Gardens
The King of Marvin Gardens is een Amerikaanse dramafilm uit 1972 onder regie van Bob Rafelson.

## Verhaal
David Staebler werkt als presentator voor een radiozender in Philadelphia. Zijn broer Jason nodigt hem uit in Atlantic City, omdat daar geld te verdienen is met vastgoed. Hij is van plan om een Hawaïaans eilandje te kopen en er een vakantieoord te stichten. David doet een vergeefse poging om zijn broer af te laten zien van dat rampzalige plan.

## Rolverdeling
| Acteur              | Personage        |
| ------------------- | ---------------- |
| Jack Nicholson      | David Staebler   |
| Bruce Dern          | Jason Staebler   |
| Ellen Burstyn       | Sally            |
| Julia Anne Robinson | Jessica          |
| Scatman Crothers    | Lewis            |
| Charles LaVine      | Grootvader       |
| Arnold Williams     | Rosko            |
| John P. Ryan        | Surtees          |
| Sully Boyar         | Lebowitz         |
| Josh Mostel         | Frank            |
| William Pabst       | Bidlack          |
| Garry Goodrow       | Zenuwachtige man |
| Imogene Bliss       | Magda            |
| Ann Thomas          | Bambi            |
| Tom Overton         | Technicus        |